# Amos Matteucci
Amos Matteucci (Jesi, 20 marzo 1915 – Roma, 26 dicembre 2008) è stato un giavellottista italiano, campione italiano assoluto per otto volte, con record nazionale detenuto dal 1950 al 1954.

## Carriera
Nel 1952 ha partecipato alle Olimpiadi di Helsinki, classificandosi diciassettesimo.

## Campionati nazionali
1939
- Argento ai campionati italiani assoluti, lancio del giavellotto - 56,04 m

1953
- Argento ai campionati italiani assoluti, lancio del giavellotto - 58,08 m